# Saison 1949-1950 du FC Nantes
Dernière mise à jour : 12 octobre 2014.
Chronologie
Saison précédente Saison suivante
La saison 1949-1950 du FC Nantes est la 7e saison de l'histoire du club nantais. Le club est engagé dans deux compétitions officielles: Division 2 (5e participation) et Coupe de France (7e participation).

## Effectif

### Tableau des transferts
| Nom               | Nationalité     | Poste     | Transfert | Provenance/Destination | Division        |
| ----------------- | --------------- | --------- | --------- | ---------------------- | --------------- |
| Arrivées          |                 |           |           |                        |                 |
| Jean Kasmierczak  | France          | Défenseur |           | FC Nancy               | Division 1 (D1) |
| Marcel Gérard     | France          | Milieu    |           | RC Lens                | Division 2 (D2) |
| Gerrit Vreken     | Pays-Bas        | Milieu    |           | AS Monaco FC           | Division 2 (D2) |
| Edmond Barbier    | France          | Attaquant |           |                        |                 |
| Georges Delporte  | France          | Attaquant |           |                        |                 |
| Jean Domenger     | France          | Attaquant |           |                        |                 |
| Duri Kalapos      | Tchécoslovaquie | Attaquant |           | RCFC Besançon          | Division 2 (D2) |
| Pierre Mesgouez   | France          | Attaquant |           | DC Carhaix             |                 |
| Léon Ruellan      | France          | Attaquant |           |                        |                 |
| Départs           |                 |           |           |                        |                 |
| Charles Drummer   | France          | Gardien   |           | RC Ancenis             |                 |
| Émile Vidal       | France          | Gardien   |           | FC Lorient             |                 |
| Antoine Raab      | Allemagne       | Défenseur |           | Retraite sportive      |                 |
| Léon Abautret     | France          | Attaquant |           |                        |                 |
| Henri Coïc        | France          | Attaquant |           | US Le Mans             | Division 2 (D2) |
| René Crépin       | France          | Attaquant |           |                        |                 |
| Charles Deru      | France          | Attaquant |           | FC Nancy               | Division 1 (D1) |
| Alfred Gérard     | France          | Attaquant |           | RC Lens                | Division 1 (D1) |
| Joseph Le Floch   | France          | Attaquant |           | US Le Mans             | Division 2 (D2) |
| Étienne Stervinou | France          | Attaquant |           |                        |                 |

## Compétitions

### Division 2

#### Calendrier
| Date                        | Journée | Adversaire            | Lieu | Score | Buteurs du FC Nantes                       | Class. | Affluence        |
| --------------------------- | ------- | --------------------- | ---- | ----- | ------------------------------------------ | ------ | ---------------- |
| Dimanche 21 août 1949,      | J01     | AS Monaco FC          | Ext. | 1 - 2 | Kalapos 67e                                | 15     | 2.232            |
| Dimanche 28 août 1949       | J02     | AS Cannes             | Ext. | 1 - 3 | ?                                          | ?      | 3.825            |
| Dimanche 4 septembre 1949   | J03     | RCFC Besançon         | Dom. | 1 - 4 | Kalapos 55e                                | 18     | 3.925            |
| Dimanche 11 septembre 1949, | J04     | GSC Marseille         | Ext. | 1 - 2 | Scuiller 52e                               | 18     | 2.397            |
| Dimanche 18 septembre 1949  | J05     | Nîmes Olympique       | Dom. | 0 - 1 | -                                          | 18     | 2.100            |
| Dimanche 25 septembre 1949  | J06     | FC Rouen              | Dom. | 1 - 1 | Delporte 25e                               | 18     | 3.320            |
| Dimanche 2 octobre 1949     | J07     | Angers SCO            | Ext. | 0 - 3 | -                                          | 18     | 4.800            |
| Dimanche 9 octobre 1949     | J08     | US Le Mans            | Dom. | 3 - 1 | Vreken 50e 53e, Barbier 58e                | 18     | 2.500            |
| Dimanche 16 octobre 1949    | J09     | CA Paris              | Dom. | 2 - 0 | Kasmierczak 33e, Kalapos 82e               | 17     | 2.800            |
| Dimanche 23 octobre 1949    | J10     | Olympique alésien     | Ext. | 4 - 4 | Heil 10e, Delporte 63e; Kalapos 70e 72e    | 17     | 2.300            |
| Jeudi 1er novembre 1949     | J11     | SC Toulon             | Dom. | 0 - 1 | -                                          | 17     | 3.965            |
| Mardi 6 novembre 1949       | J12     | AS Troyes-Savinienne  | Ext. | 1 - 1 | Scuiller 43e                               | 17     | 3.631            |
| Dimanche 20 novembre 1949   | J13     | AS Béziers            | Dom. | 0 - 0 | -                                          | 17     | 3.050            |
| Dimanche 27 novembre 1949   | J14     | Amiens AC             | Ext. | 1 - 1 | Delporte 34e                               | 17     | 3.061            |
| Dimanche 4 décembre 1949    | J15     | US Valenciennes-Anzin | Dom. | 5 - 1 | ?                                          | 17     | 3.270            |
| Dimanche 18 décembre 1949   | J16     | Le Havre AC           | Dom. | 0 - 6 | -                                          | 17     | 7.000            |
| Dimanche 25 décembre 1949   | J17     | Lyon OU               | Ext. | 1 - 2 | Scuiller 53e                               | 17     | 4.000            |
| Dimanche 1er janvier 1950,  | J18     | AS Monaco FC          | Dom. | 0 - 0 | -                                          | 17     | 3.600            |
| Dimanche 15 janvier 1950    | J19     | AS Cannes             | Dom. | 2 - 1 | Gérard 20e 53e                             | 17     | 3.800            |
| Dimanche 22 janvier 1950    | J20     | RCFC Besançon         | Ext. | 2 - 3 | Staho 58e, Scuiller 74e                    | 17     | 2.500            |
| Dimanche 29 janvier 1950,   | J21     | GSC Marseille         | Dom. | 0 - 2 | -                                          | 17     | 3.500            |
| Dimanche 12 février 1950    | J22     | Nîmes Olympique       | Ext. | 0 - 2 | -                                          | 17     | 10.140           |
| Dimanche 19 février 1950    | J23     | FC Rouen              | Ext. | 1 - 1 | Scuiller 13e                               | 17     | 5.896            |
| Dimanche 5 mars 1950        | J24     | Angers SCO            | Dom. | 2 - 0 | Scuiller 49e 77e (pen.)                    | 17     | 3.800 (ou 4.000) |
| Dimanche 12 mars 1950       | J25     | US Le Mans            | Ext. | 1 - 2 | Delporte 46e                               | 17     | 3.000            |
| Samedi 18 mars 1950         | J26     | CA Paris              | Ext. | 1 - 0 | Gérard 15e                                 | 17     | 1.068            |
| Dimanche 26 mars 1950       | J27     | Olympique alésien     | Dom. | 5 - 0 | Scuiller 2e, Heil 27e 33e 89e, Ruellan 62e | 16     | 3.000            |
| Dimanche 9 avril 1950       | J28     | AS Troyes-Savinienne  | Dom. | 3 - 0 | Ruellan 4e, Gérard 71e, Delporte 89e       | 16     | 2.500            |
| Dimanche 16 avril 1950      | J29     | SC Toulon             | Ext. | 1 - 4 | ?                                          | 16     | 2.224            |
| Dimanche 23 avril 1950      | J30     | AS Béziers            | Ext. | 1 - 1 | Delporte 26e                               | 17     | 1.794            |
| Dimanche 30 avril 1950      | J31     | Amiens AC             | Dom. | 0 - 0 | -                                          | 17     | 2.800            |
| Dimanche 7 mai 1950         | J32     | US Valenciennes-Anzin | Ext. | 1 - 4 | ?                                          | 17     | 3.000            |
| Dimanche 14 mai 1950        | J33     | Le Havre AC           | Ext. | 0 - 3 | -                                          | 17     | 5.000            |
| Dimanche 21 mai 1950        | J34     | Lyon OU               | Dom. | 2 - 1 | ?                                          | 17     | 2.200            |

#### Classement
| Rang | Équipe                | Pts | J  | G  | N  | P  | Bp | Bc | Diff |
| ---- | --------------------- | --- | -- | -- | -- | -- | -- | -- | ---- |
| 1    | Nîmes Olympique       | 57  | 34 | 25 | 7  | 2  | 87 | 28 | +59  |
| 2    | Le Havre AC           | 53  | 34 | 24 | 5  | 5  | 85 | 25 | +60  |
| 3    | AS CannesR            | 41  | 34 | 17 | 7  | 10 | 65 | 40 | +25  |
| 4    | AS Béziers            | 37  | 34 | 12 | 13 | 9  | 57 | 53 | +4   |
| 5    | FC Rouen              | 36  | 34 | 13 | 10 | 11 | 56 | 45 | +11  |
| 6    | US Valenciennes-Anzin | 36  | 34 | 15 | 6  | 13 | 52 | 64 | -12  |
| 7    | Lyon OU               | 35  | 34 | 14 | 7  | 13 | 48 | 51 | -3   |
| 8    | Olympique alésien     | 34  | 34 | 13 | 8  | 13 | 52 | 52 | 0    |
| 9    | Amiens AC             | 33  | 34 | 13 | 7  | 14 | 55 | 54 | +1   |
| 10   | SC Toulon             | 33  | 34 | 11 | 11 | 12 | 52 | 60 | -8   |
| 11   | GSC MarseilleP        | 31  | 34 | 12 | 7  | 15 | 47 | 61 | -14  |
| 12   | US Le Mans            | 30  | 34 | 11 | 8  | 15 | 48 | 53 | -5   |
| 13   | RCFC Besançon         | 30  | 34 | 13 | 4  | 7  | 46 | 53 | -7   |
| 14   | AS Troyes-Savinienne  | 30  | 34 | 9  | 12 | 13 | 38 | 62 | -24  |
| 15   | Angers SCO            | 29  | 34 | 11 | 7  | 16 | 46 | 57 | -11  |
| 16   | AS Monaco FC          | 29  | 34 | 11 | 7  | 16 | 40 | 53 | -13  |
| 17   | FC Nantes             | 27  | 34 | 9  | 9  | 16 | 44 | 57 | -13  |
| 18   | CA Paris              | 11  | 34 | 3  | 5  | 26 | 36 | 86 | -50  |

Promotions et relégations
- Promotion en Division 1 1950-1951

Abréviations
- R : Relégué de Division 1 1948-1949
- P : Promu administrativement

Victoire à 2 points

#### Buteurs
| Rang | No. | Pos. | Nat. | Nom              | Buts |
| ---- | --- | ---- | ---- | ---------------- | ---- |
| 1    |     | A    |      | Georges Delporte | 10   |
|      |     | A    |      | Jacques Scuiller | 10   |
| 3    |     | M    |      | Marcel Gérard    | 5    |
|      |     | A    |      | Duri Kalapos     | 5    |
| 5    |     | A    |      | Albert Heil      | 4    |
| 6    |     | A    |      | Edmond Barbier   | 3    |
| 7    |     | A    |      | Léon Ruellan     | 2    |
|      |     | M    |      | Gerrit Vreken    | 2    |
| 9    |     | D    |      | Jean Devallan    | 1    |
|      |     | D    |      | Jean Kasmierczak | 1    |
|      |     | D    |      | Stanislas Staho  | 1    |
|      |     |      |      | TOTAUX           | 44   |

### Coupe de France
La Coupe de France 1949-1950 est la 33e édition de la Coupe de France, une compétition à élimination directe mettant aux prises tous les clubs de football amateurs et professionnels à travers la France métropolitaine. Elle est organisée par la FFF et ses ligues régionales.
| Date                      | Tour            | Adversaire       | Niveau         | Lieu   | Score | Buteurs du FC Nantes      | Affluence |
| ------------------------- | --------------- | ---------------- | -------------- | ------ | ----- | ------------------------- | --------- |
| Dimanche 11 décembre 1949 | 6e tour         | LB Châteauroux   | DH Centre (D4) | ?      | 2 - 1 | ? ?, Subileau ?           | ?         |
| Dimanche 8 janvier 1950   | 1/32e de finale | ASP Belfort      | CFA Est (D3)   | Neutre | 2 - 0 | Delporte 87e, Barbier 88e | 1.260     |
| Dimanche 5 février 1950   | 1/16e de finale | Stade rennais UC | D1             | Neutre | 1 - 3 | Scuiller 5e               | 8.750     |

## Statistiques

### Statistiques collectives
| Compétition     | Débute au tour | Termine         | Matches joués | Gagnés | Nuls | Perdus | Buts pour | Buts contre | Différence |
| --------------- | -------------- | --------------- | ------------- | ------ | ---- | ------ | --------- | ----------- | ---------- |
| Division 2      | -              | 17e             | 34            | 9      | 9    | 16     | 44        | 57          | -13        |
| Coupe de France | 6e tour        | 1/16e de finale | 3             | 2      | 0    | 1      | 5         | 4           | +1         |
| Total           | -              | -               | 37            | 11     | 9    | 17     | 49        | 61          | -12        |

## Affluences
- Affluence moyenne à domicile du FC Nantes en championnat : 3 302 (soit -15,33% par rapport à l'année précédente).

Affluence du FC Nantes à domicile